# Villanueva de la Cañada
Villanueva de la Cañada – miasto w Hiszpanii we wspólnocie autonomicznej Madryt, 30 km od Madrytu. Znajduje się tu Uniwersytet Alfonsa X Mądrego wraz z całym kampusem uniwersyteckim. Geograficznie leży na dużej równinie.